# Djibo Bakary
Djibo Bakary (* 1922 in Soudouré; † 16. April 1998 in Niamey) war ein sozialistischer nigrischer Politiker. Er stellte 1957 die erste Regierung des damaligen französischen Überseegebiets Niger zusammen und galt als Verfechter einer raschen Unabhängigkeit des Landes von Frankreich.

## Politische Tätigkeit

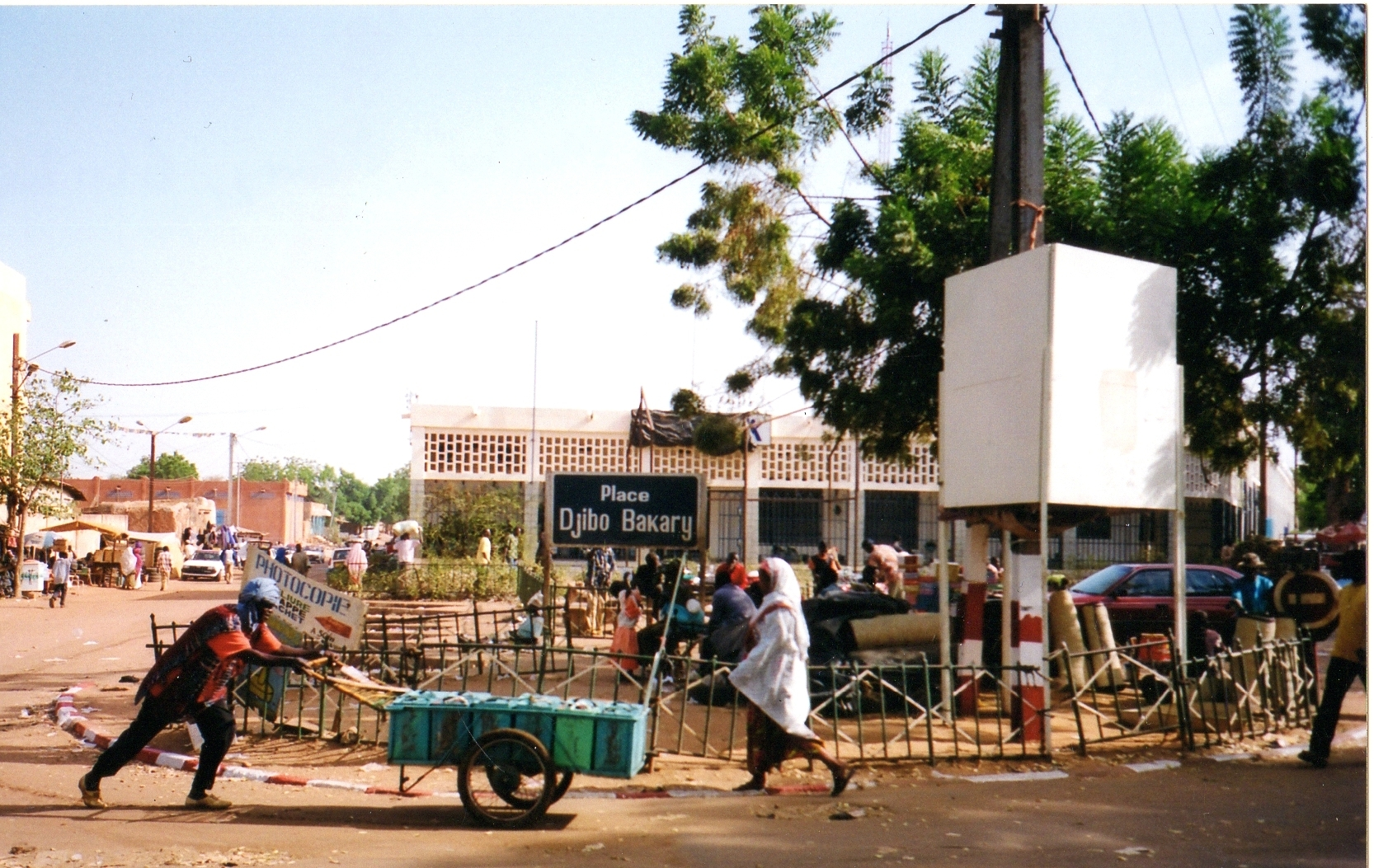
Place Djibo Bakary im Stadtviertel Zongo in Niamey

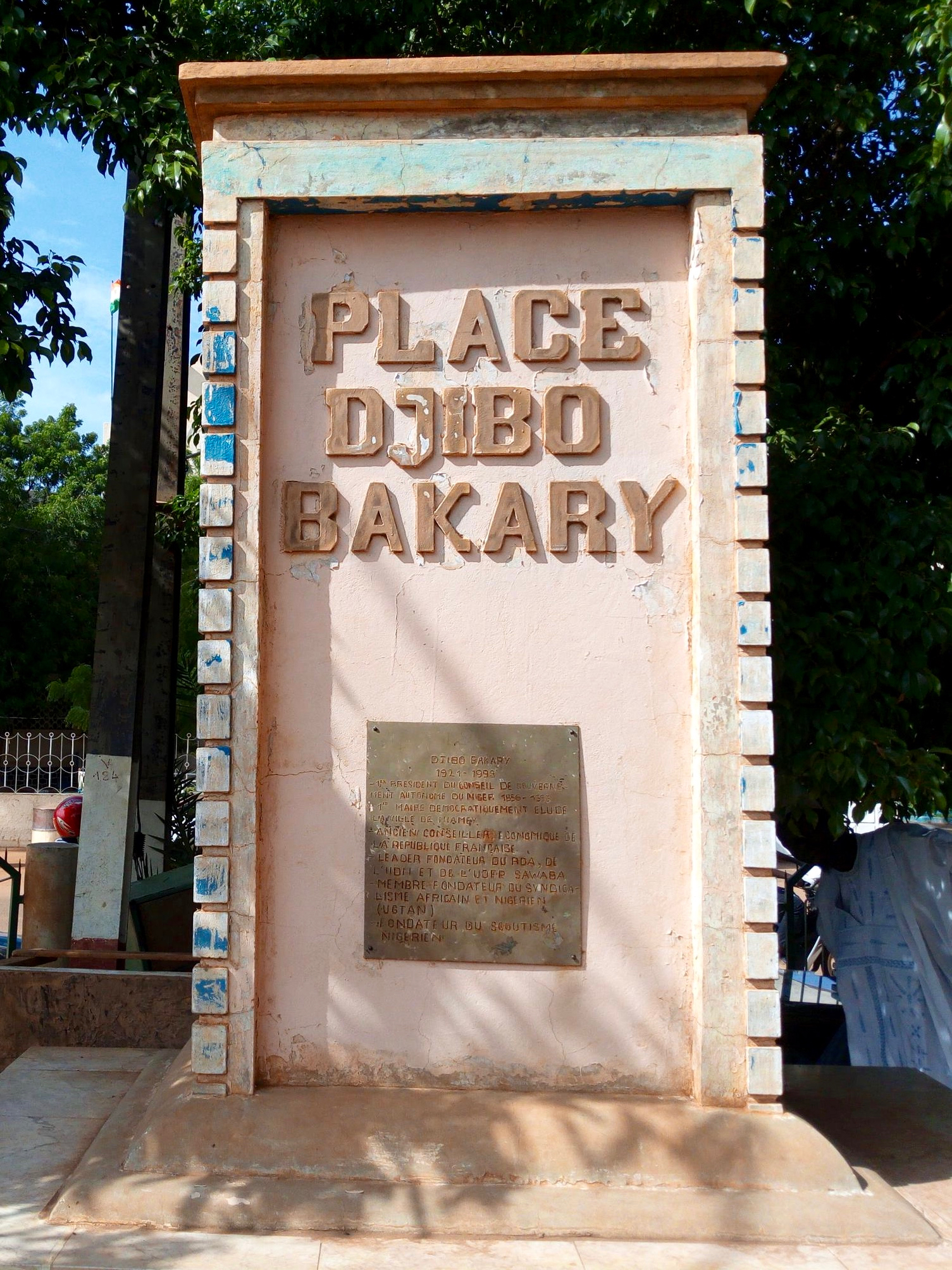
Gedenkstele auf der Place Djibo Bakary

Bakary gilt als bedeutende Figur der Unabhängigkeitsbestrebungen Nigers. Er war zunächst Generalsekretär der Nigrischen Fortschrittspartei (PPN-RDA). Er wurde aus der Partei ausgeschlossen, als er gegen den Bruch der Mutterpartei Afrikanische Demokratische Sammlung (RDA) mit der Kommunistischen Partei Frankreichs auftrat. Bakary gründete daraufhin 1954 die linke Nigrische Demokratische Union (UDN). 1956 wurde er zum Bürgermeister der Hauptstadt Niamey gewählt. Die UDN schloss sich mit dem konservativen Nigrischen Aktionsblock (BNA) zur nigrischen Sektion der Afrikanischen Sozialistischen Bewegung (MSA) zusammen, welche die Wahlen zur Territorialversammlung 1957 gewann. Bakary wurde stellvertretender Regierungschef.
Bakarys Partei gab sich zu dieser Zeit den Namen Sawaba, was so viel wie „Freiheit“ oder „Unabhängigkeit“ bedeutet. Als die Sawaba-Regierung das Verfassungsreferendum von 1958 über die vollständige sofortige Unabhängigkeit Nigers verlor – 78 Prozent der Wähler stimmten dagegen – trat Bakary 1958 zurück. Die Neuwahlen zur Territorialversammlung 1958 brachten den Konservativen Hamani Diori (PPN-RDA) ins Amt, welcher den Sawaba verbieten ließ. Bakary ging nach Mali ins Exil, später nach Ghana, wo er auf die Unterstützung des Präsidenten Kwame Nkrumah zählen konnte.
In Ghana ausgebildete Sawaba-Kämpfer drangen Mitte der 1960er Jahre mit ghanaischen Soldaten nach Niger ein und versuchten Diori zu stürzen, der jedoch mit französischer Waffenhilfe die Eindringlinge besiegen konnte.
14 Jahre später erlaubte die neue Militärregierung unter Seyni Kountché Bakary 1974 die Rückkehr nach Niger, wenn er als Privatmann und nicht als Politiker komme. Bakary akzeptierte, nahm jedoch – einmal im Land – wieder seine politischen Aktivitäten auf. 1975 scheiterte ein Umsturzversuch von Militärs, die mit dem Sawaba sympathisierten. Dies nahm die Regierung Kountché zum Anlass, Bakary bis 1980 zu inhaftieren. Im Zuge des Demokratisierungsprozesses unter Ali Saibou 1991 gründete Bakary eine neue Partei, die Union der Volkskräfte für Demokratie und Fortschritt (UDFP-Sawaba). Bei den Präsidentschaftswahlen 1993 trat er ein letztes Mal an, belegte mit 1,68 % aber nur noch den letzten Platz.

## Ehrungen
Die 2020 eröffnete Djibo-Bakary-Brücke über den Fluss Niger ist nach dem Politiker benannt.